# 林泠
林泠（1938年6月27日—2023年10月5日），原名胡雲裳，台灣女詩人。籍貫广东开平，出生於四川。北一女中畢業，1958年台湾大学化学系毕业，后获得美国弗吉尼亚大学化學博士学位，定居美國。

1968年，林泠在黃石公園

1952年發表第一件作品〈流浪人〉，創作時間甚早，與白萩被稱為「天才詩人」。1958年畢業後赴美，創作量大減。完成學業後結婚生子，投入工業研發。1982年集結早年作品由洪範書店出版《林泠詩集》，直到2003年才出版第二部詩集《在植物與幽靈之間》。林泠表示寫作斷層的原因是因為「忙碌」，忙碌也是唯一的原因。
林泠具有化學專業，歷任美國化學界資深研發主管，並受聘美國衛生總署為全美醫藥研究方案評審。雖作品量不多，但她是在台湾诗坛上重要的女诗人，其创作手法独特，体裁秀丽自然，诗风婉约优美。其詩作〈不繫之舟〉、〈阡陌〉曾入選台灣中學的中文教科書。

## 主要作品
- 《林泠诗集》
- 《在植物與幽靈之間》